# 박양하
박양하(朴良夏, 1962년 5월 28일~)는 대한민국의 전 축구 선수이자 지도자이다.

## 축구인 경력
K리그의 대우 로얄즈 (현 부산 아이파크)에서 1986-1990시즌 동안 선수로 활동하였으며 K리그 통산(정규리그와 리그컵 포함) 49경기 출장, 2득점, 9도움의 기록을 남겼다. 선수 시절 잠적과 방황을 많이했다. 김해시청 축구단의 감독과 경남 FC의 코치로 재직하였다.